# Среднепольский язык
Среднепо́льский язы́к (пол. język średniopolski) — название периода в развитии польского языка, начинающегося с начала XVI века (конец древнепольского периода) и завершающегося во второй половине XVIII века (начало новопольского периода). Среднепольский являлся начальным периодом развития польского литературного языка, сложившегося на основе древнепольского культурного диалекта. С XVI века отмечается бурное развитие польского языка, с XVII века начинается период его упадка, продлившийся до середины XVIII века. Среднепольский язык был распространён на территории Речи Посполитой, где выполнял функции языка администрации.

## Историческая характеристика
Среднепольский период характеризуется как протекавшими в это время процессами внутриязыковых изменений польского языка, так и с внешними экстралингвистическими факторами, заключающимися в расширении сфер функционирования польского языка, преобразованиях эпохи Просвещения, стабилизации орфографии и т. д. Материалами для исследования языка среднепольского периода являются грамматики и словари польского языка, а также многочисленные литературные произведения, созданные с начала XVI до середины XVIII века.
Бурное развитие польского языка в эпоху Ренессанса сменяется с 1630-х годов после победы католицизма над лютеранством периодом упадка, в этот период отмечается проникновение в польскую литературу многочисленных макаронизмов. Со второй половины XVII века усиливается влияние французского языка.

## Фонетика
Среднепольский язык характеризуется следующими фонетическими явлениями и процессами:
- Окончательно устанавливается парокситонический тип ударения (на предпоследнем слоге), развившийся из инициального типа. Формируется ударение на конечном слоге перед энклитикой.
- Сохранение на протяжении XVI века суженных (пол. ścieśniony, pochylony) кратких фонем á, é, ó, возникших в древнепольский период из долгих ō, ā, ē, с XVII века — постепенный процесс утраты фонетической и фонологической противопоставленности «чистых» (пол. jasny) и суженных гласных, совпадение суженных с другими краткими гласными.
  - С XVII века графическое различие á — a становится непоследовательным (суженный á начинает совпадать с «чистым» a), а в XVIII веке «креска» над á как правило не ставится (á окончательно утрачивается). Возможными причинами утраты á считают влияние произношения кресовых поляков, в речи которых не было суженных гласных; влияние письменности; произношение a под влиянием латинского языка; отсутствие различий в произношении континуантов долгого и краткого a в говорах севера Мазовии, распространённых рядом с Варшавой, ставшей столицей Польши с 1611 года.
  - Если в XVI веке ó произносилось ближе к o, чем к u, то в XVII веке намечается тенденция произношения ó ближе к u, в XVIII веке этот процесс усиливается, возможно, на изменение ó в литературном языке оказывали влияние такие же процессы, происходившие в малопольском и мазовецком диалектах. Окончательно произношение ó как u закрепилось только в новопольский период.
  - Частотность употребления é сокращается уже в XVI веке, в ряде позиций на месте é появляются e или y, в течение среднепольского периода произношение é сближается с e (возможно, под влиянием языка Восточных Кресов, в котором отсутствовали суженные гласные) или с y/i. Окончательно é был утрачен в новопольский период. В современном польском языке на месте é произносится e, кроме позиции перед j в конце слова, в которой на месте é произносится y/i.
- Распространение к XVII веку произношения конечного носового переднего ряда ę (в сильной позиции) без назального призвука. Таким образом, состав гласных польского языка сократился на одну фонему. Тем не менее длительное время у части носителей польского языка произношение ę сохранялось под влиянием традиции письма.
- Завершение процесса перехода ir/irz > er/ér, yr/yrz > erz/érz: ciérpieć, czérwony, piérwszy, széroki, zamiérzknąć, wiérzba (у Я. Кохановского); czerwony, pierwszy, sierp, wierzch (у Г. Кнапского).
- Диспалатализация в XVI веке мягких шипящих š’, ž’, č’.

## Морфология
- Формирование категории одушевленности/неодушевлённости.
- Формирование категории мужского лица.
- Утрата категории двойственного числа.
- Формирование современной системы форм времён и наклонений глагола: нулевое окончание в базовой форме 2-го лица единственного числа повелительного наклонения, личные показатели сослагательного наклонения и т. д.[7]

## Лексика
```
Y ſtąd vroſłá im ta ſławá od nas że ſámych, 
iż ich ięzyk miałby być dobrze niż náſz cudnieiſzy; 
iákoż podobno obfitſzy niż náſz być może, á to ſtąd, 
iż pierwey do nich y piſmo, y náuki przyſzly...

И отсюда распространилась от нас же самих их [чехов] слава, 
что их язык якобы намного, нежели наш, замечательнее; 
ибо более изобилен, нежели наш, а это оттого, 
что раньше к ним и письмо и наука пришли...

```

В среднепольском периоде продолжилось заимствование лексики, начатое в древнепольском периоде, из латинского, чешского и немецкого языков, а также добавились заимствования из итальянского, французского, украинского, тюркизмы и незначительно мадьяризмы и заимствования из румынского языка.
Чешский язык продолжил оказывать начавшееся в XIV веке влияние на польский язык. При посредничестве чешского языка заимствовалась латинская и немецкая лексика, чешский также оставался образцом калькирования. На начальном этапе развития среднепольского языка чешский всё также выполнял роль своего рода эталона кодификации (долгое время важнейшим фактором, определявшим вхождение в формирующийся польский литературный язык того или иного варианта диалектного явления, было наличие подобного варианта в чешском языке), с начала XVI века основной функцией чешского языка как эталона стало влияние в области литературы. Большое число богемизмов отмечается в произведениях таких польских литераторов, как Я. Малецкий-Сандецкий (J. Malecki-Sandecki) и М. Рей.
Тем не менее влияние чешского языка, которое было значительным в древнепольский период, ослабевает и прекращается к середине XVI века.
Влияние латинского языка с древнепольского периода сохраняется, в среднепольском периоде его значение снижается в эпоху Ренессанса, но затем усиливается в XVII—XVIII веках — в это время среди польской шляхты стало модным излишнее употребление латинизмов. К концу среднепольского периода латинский язык теряет своё значение, оставаясь в последующее время источником только интернациональной лексики.
Продолжается появление с древнепольского периода новых германизмов, по-прежнему относящихся к бытовой и экономической сферам, но влияние немецкого заметно уменьшается. При этом, если влияние немецкого на литературный польский снизилось, то влияние на говоры великопольского и силезского диалектов сохранялось прежним.
Заимствования из итальянского языка появляются в польском в XVI веке.